# St. Katharina von Siena (Lindern)

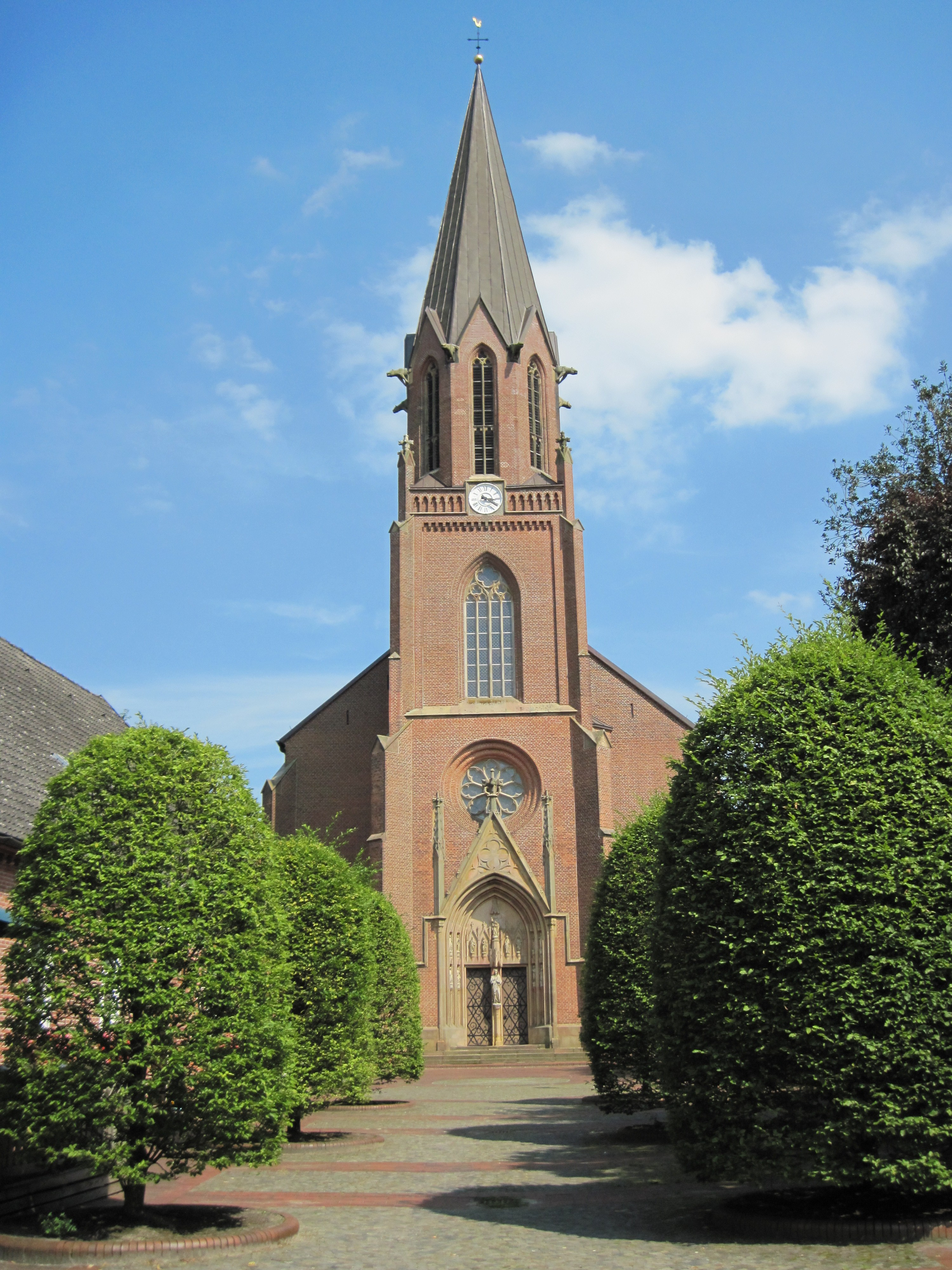
Ansicht von Westen

St. Katharina von Siena in Lindern (Oldenburg) ist die Pfarrkirche der katholischen Kirchengemeinde St. Katharina v. Siena Lindern, die dem Dekanat Löningen des Bistums Münster angehört.

## Geschichte
Die Bauerschaft Lindern gehörte ursprünglich zur Pfarrei Lastrup (St. Petrus) und wurde wahrscheinlich zwischen 1277 und 1307 ausgepfarrt. Bis ins 19. Jahrhundert bestand eine kleine, niedrige Feldsteinkirche.
Die jetzige Kirche wurde von 1862 bis 1865 nach Plänen des Architekten Johann Bernhard Hensen errichtet. Älteren Angaben zufolge begann der Bau bereits 1860, 1863 wurde die Kirche in Gebrauch genommen und 1865 geweiht.

## Beschreibung
Die neugotische Hallenkirche aus Backstein hat ein fünfjochiges Langhaus, das durch Bündelpfeiler gegliedert und mit Kreuzrippengewölbe ausgestattet ist. Der Chor ist eingezogen mit querrechteckigem Chorjoch und Fünfachtelschluss. Das Obergeschoss des Westturms ist achteckig und mit Fialen und Wasserspeiern verziert.

## Ausstattung
In den neugotischen Hochaltar wurden die geschnitzten Bildtafeln des früheren Altars mit Darstellungen der Passion eingefügt, die unter dem Einfluss des Meisters von Osnabrück entstanden sind. Das große Mittelbild zeigt die Kreuzigung, weitere Tafeln die Kreuztragung Christi und die Kreuzabnahme.
Ältestes Stück ist der Taufstein mit Rundbögen aus dem 12. Jahrhundert. Ein neugotischer Seitenaltar wurde 1870 nach einem Entwurf des späteren Kirchenarchitekten Franz Xaver Lütz gefertigt. Ebenfalls aus dem 19. Jahrhundert stammen Glasmalerei, Kreuzweg und zwei Leuchter aus Messing.
Die Orgel wurde 1886 von dem Orgelbauer Friedrich Fleiter (Münster) erbaut, und im Laufe der Zeit mehrfach umgebaut bzw. ergänzt, u. a. 1925 von Fleiter und 1970 von Orgelbau Alfred Führer (Wilhelmshaven).
| I Hauptwerk C–f3 |                   |        |
| 01.              | Bordun            | 16′    |
| 02.              | Prinzipal         | 08′    |
| 03.              | Flautmajor        | 08′    |
| 04.              | Hohlflöte         | 08′    |
| 05.              | Oktave            | 04′    |
| 06.              | Flöte dauce       | 04′    |
| 07.              | Oktave            | 02′    |
| 08.              | Sesquialtera II 0 | 02 ⁄3′ |
| 09.              | Mixtur III        |        |
| 10.              | Zimbel II         |        |
| 11.              | Trompete          | 08′    |

| II Oberwerk C–f3 |            |       |
| 12.              | Gedackt    | 8′    |
| 13.              | Flöte      | 4′    |
| 14.              | Principal  | 2′    |
| 15.              | Quinte     | 1 ⁄3′ |
| 16.              | Kornett IV |       |
| 17.              | Scharff IV |       |
| 18.              | Oboe       | 8′    |
|                  | Tremulant  |       |

| Pedalwerk C–f1 |             |     |
| 19.            | Subbass     | 16′ |
| 20.            | Oktave      | 08′ |
| 21.            | Gedacktbass | 08′ |
| 22.            | Oktave      | 04′ |
| 23.            | Mixtur III  |     |
| 24.            | Posaune     | 16′ |
| 25.            | Trompete    | 08′ |
| 26.            | Clairon     | 04′ |

- Koppeln: I/II, I/P, II/P